# 임원섭

## 생애
임원섭은 1967년 7월 8일 대한민국 경상남도 함양군에서 태어났다. 이후 한국외국어대학교 법과대학에 진학하여 법학을 전공하고 학사 학위를 취득하였다.
대학 졸업 후, 1987년 10월 28일 육군에 입대하였으며 1990년 3월 8일 병장으로 만기 전역하였다.
1997년 2월, 제9기 소방간부후보생 과정을 수료하고 소방위로 임용되었다.
초기에는 동두천소방서 구조구급계장과 진압대장을 거쳤으며, 이후 청와대 경호실에 파견되어 중앙 정부기관 실무 경험을 쌓았다.
경기도 소방청국장, 포천소방서장, 소방청 주요 국장급 보직 등을 역임한 뒤, 2020년 11월 18일 제11대 경기도 북부소방재난본부장으로 취임하였다.
이후 소방청 기획재정담당관 및 화재예방국장을 거쳐, 2024년 5월 27일 제25대 인천광역시 소방본부장으로 취임하였다.
2025년 6월에는 여름철 풍수해 대비를 위해 관내 호우·태풍 우려지역을 점검하며, 기상이변에 사전 대응을 강조했다.

## 주요 이력
- 1987년 10월 28일 ~ 1990년 3월 8일: 육군 병장 만기전역
- 1997년 2월: 제9기 소방간부후보생 임용
- 동두천소방서 구조구급계장
- 동두천소방서 진압대장
- 청와대 경호실 파견
- 경기도 소방학교 교육기획담당
- 경기도 소방재난본부 예산회계담당
- 경기도 소방재난본부 기획조직담당
- 경기도 소방재난본부 청문담당관실 청문팀장
- 국방대학교 교육파견
- 제11대 포천소방서장
- 소방청 행정법무감사담당관
- 소방청 소방정책과장
- 제11대 경기도 북부소방재난본부장
- 소방청 기획재정담당관
- 소방청 화재예방국장
- 2024년 5월 ~ 현재: 제25대 인천광역시 소방본부장